# Chľaba
Chľaba é um município da Eslováquia, situado no distrito de Nové Zámky, na região de Nitra. Tem 13,96 km² de área e sua população em 2018 foi estimada em 696 habitantes.

## Demografia
| Ano:        | 1994 | 2004   | 2014   | 2024   |
| ----------- | ---- | ------ | ------ | ------ |
| Broj ljudi: | 718  | 714    | 712    | 686    |
| Razlika:    |      | -0,55% | -0,28% | -3,65% |

| Ano:               | 2023 | 2024   |
| ------------------ | ---- | ------ |
| Número de pessoas: | 690  | 686    |
| Diferença:         |      | -0,57% |